# The Astounding Eyes of Rita
The Astounding Eyes of Rita – album muzyczny tunezyjskiego muzyka jazzowego Anouara Brahema nagrywany w Udine w październiku 2008, a wydany w 2009 nakładem wytwórni muzycznej ECM Records.

## Lista utworów
1. „The Lover Of Beirut” – 7:44
2. „Dance With Waves” – 3:56
3. „Stopover At Djibouti” – 6:34
4. „The Astounding Eyes Of Rita” – 8:41
5. „Al Birwa” – 4:51
6. „Galilee Mon Amour” – 7:17
7. „Waking State” – 7:48
8. „For No Apparent Reason” – 6:35

## Twórcy
- Anouar Brahem – ud
- Klaus Gesing – klarnet basowy
- Björn Meyer – kontrabas
- Khaled Yassine – darbuka, bendir